# Equilibrium
Equilibrium é um filme norte-americano, do ano de 2002, dos gêneros ficção científica e ação, dirigido por Kurt Wimmer e protagonizado por Christian Bale.

## Sinopse
A história se passa em um futuro distópico, após uma terceira, e destruidora, guerra mundial. A sociedade é controlada por um regime totalitário, que obriga a população a tomar uma droga chamada Prozium que anestesia emoções, prevenindo tensões sociais. John Preston, o protagonista, é um membro da instituição que mantém a ordem e para de tomar o remédio.

## Elenco
| Ator               | Personagem                 |
| ------------------ | -------------------------- |
| Christian Bale     | John Preston               |
| Emily Watson       | Mary O'Brien               |
| Taye Diggs         | Brandt                     |
| Sean Bean          | Partridge                  |
| Angus Macfadyen    | Dupont                     |
| William Fichtner   | Jurgen                     |
| Sean Pertwee       | Pai                        |
| David Hemmings     | Proctor                    |
| Dominic Purcell    | Seamus                     |
| Taye Diggs         | Brandt                     |
| Christian Kahrmann | Oficial                    |
| John Keogh         | Químico                    |
| David Barrash      | Oficial sala de evidências |
| Dirk Martens       | Guarda do portão           |
| Matthew Harbour    | Robbie Preston             |
| Maria Pia Calzone  | Esposa de Preston          |
| Emily Siewert      | Lisa Preston               |
| Mike Smith         | Comandante                 |
| Florian Fitz       | Guarda do portão           |
| Danny Lee Clark    | Condutor                   |
| Francesco Cabras   | Líder rebelde              |
| Kurt Wimmer        | vitimado                   |
| Anatole Taubman    | Técnico do crematório      |
| Alexa Summer       | Viviana Preston            |
| David Hemmings     | Proctor                    |
| Klaus Schindler    | Interrogador               |

## Premiações
- Indicado

American Choreography Awards
Categoria Coreografia de Luta
Phoenix Film Critics Society Awards
Categoria Filme do Ano